# FileHippo
FileHippo é um  sítio de downloads  que oferece  programas  livres,  gratuitos e shareware para Microsoft Windows. 
FileHippo não aceita  carga de arquivos de usuários do site. O sítio também oferece o seu próprio  programa gratuito, FileHippo Update Checker, que varre o computador e exibe relatórios em uma página da web, oferecendo links para versões atualizadas dos softwares instalados.  De acordo com a Quantcast, FileHippo recebe mais de três milhões de visitantes dos EUA por mês e o Alexa lista FileHippo entre os 1.000 sítios mais visitados em todo o mundo.